# قزاق‌کولوو
قزاق‌کولوو (انگلیسی: Kazakkulovo) یک شهرک در شهرستان اوچالینسکی استان باشقیرستان کشور روسیه است.